# Komarowka (rejon korieniewski)
Komarowka (ros. Комаровка) – wieś (ros. село, trb. sieło) w zachodniej Rosji, centrum administracyjne sielsowietu komarowskiego w rejonie korieniewskim obwodu kurskiego.

## Geografia
Miejscowość położona jest nad rzeką Snagost, 12 km od centrum administracyjnego rejonu (Korieniewo), 107 km od Kurska.

## Demografia
W 2010 r. miejscowość zamieszkiwało 509 osób.